# Jan de Graaf (CDA)
Jan de Graaf (Nes, 19 juni 1941) is een Nederlands politicus namens het CDA en lid van de gemeenteraad van Dronten. De in Friesland geboren CDA'er uit een landbouwersgeslacht kwam, na werkzaam te zijn geweest bij de afdeling Lauwerszee van de Rijksdienst voor de IJsselmeerpolders in Flevoland terecht en werd daar actief als partijbestuurder. Hij was vier jaar Tweede Kamerlid en onder meer woordvoerder verkeer en waterstaat. In 2002-2003 was hij lid van Gedeputeerde Staten van Flevoland en in 2007 enige maanden lid van de Eerste Kamer.
Naast zijn politieke werkzaamheden is De Graaf bestuurder geweest bij diverse stichtingen in en over Flevoland en is hij lid geweest van de Nationale Woningraad. Anno 2010 is hij lid van de Raad van Commissarissen van woningbouwcorporatie Centrada in Lelystad en kerkrentmeester te Dronten.
Op 23 april 2003 werd De Graaf onderscheiden als ridder in de Orde van Oranje-Nassau.